# Vlastimil Ipser
Vlastimil Ipser (1912 – ?), často chybně uváděný jako Vlastimil Ypser, byl slovenský fotbalový záložník a trenér. Věnoval se rovněž tenisu a lyžování.

## Hráčská kariéra
V československé lize hrál za AC Sparta/Sokol/Manet Považská Bystrica, aniž by skóroval. Za druhé světové války nastupoval tamtéž ve slovenské lize.
Mezi seniory hrál už jako patnáctiletý, své tisící soutěžní utkání absolvoval proti Sokolu SBZ Ružomberok v roce 1951. Do Považské Bystrice přestoupil roku 1933 z Bratislavy za 600 Kčs a její dres nakonec oblékal plných 30 let. Jednalo se o univerzálního fotbalistu, nejčastěji však nastupoval jako levý záložník.
Památným byl pro něj zápas proti ŠK Bratislava na Tehelném poli v roce 1939, kde považskobystričtí remizovali 2:2 a stali se tak neoficiálním mistrem Slovenska. Oba jejich góly vstřelil „Vlasto“ Ipser.
S 894 starty je rekordmanem v počtu odehraných zápasů za A-mužstvo Považské Bystrice, vstřelil v nich 398 branek. Za B-mužstvo odehrál dalších 226 utkání, ještě ve věku 50 let byl nejlepším střelcem okresu (1962). Během těchto 1 060 utkání v dresu Považské Bystrice (1933–1963) nebyl ani napomínán, ani vyloučen.

### Prvoligová bilance
| Ročník             | Zápasy | Góly | Minuty | Klub                          |
| ------------------ | ------ | ---- | ------ | ----------------------------- |
| I. liga 1945/46    | –      | 0    | –      | AC Sparta Považská Bystrica   |
| I. liga 1948       | –      | 0    | –      | Sokol Manet Považská Bystrica |
| I. liga 1949       | –      | 0    | –      | ZSJ Manet Považská Bystrica   |
| CELKEM I. ČS. LIGA | –      | 0    | –      |                               |

## Trenérská kariéra
Bohaté zkušenosti předával mladším už v průběhu své dlouhé hráčské kariéry, byl i hrajícím trenérem považskobystrického A-mužstva.